# Mathias Knispel
Mathias Knispel (* 1982 in Wolmirstedt) ist ein deutscher Politiker (AfD). Er ist seit April 2025 Abgeordneter im Landtag von Sachsen-Anhalt.

## Leben
Knispel legte 1999 den Realschulabschluss ab. Anschließend absolvierte er eine Ausbildung zum Sportartikelverkäufer im Einzelhandel. Von 2006 bis 2009 war er selbstständig. Von 2009 bis 2013 war er Mitarbeiter in einem Metallbaubetrieb. Seit 2013 ist er Angestellter.

## Politik
Knispel ist seit 2018 Mitglied der AfD. Er ist seit 2019 Mitglied des Kreistags des Landkreises Börde, des Gemeinderats von Wolmirstedt und des Ortschaftsrats von Farsleben.
Bei der Landtagswahl in Sachsen-Anhalt 2021 kandidierte Knispel auf Platz 25 der Landesliste seiner Partei, verfehlte jedoch zunächst den Einzug in den Landtag. Am 2. April 2025 rückte er für Thomas Korell in den Landtag nach.